# Городенковская городская община
Городенковская городская общи́на (укр. Городенківська міська громада) — территориальная община в Коломыйском районе Ивано-Франковской области Украины.
Административный центр — город Городенка.
Население составляет 44814 человек. Площадь — 614,5 км².
| 2001    | 2002    | 2003    | 2004    | 2006    | 2007    | 2008    | 2009    | 2010    | 2011    |
| ------- | ------- | ------- | ------- | ------- | ------- | ------- | ------- | ------- | ------- |
| ↘63 550 | -       | -       | -       | -       | -       | -       | ↘56 639 | ↘56 368 | ↘56 027 |
| 2012    | 2013    | 2014    | 2015    | 2016    | 2017    | 2018    | 2019    | 2020    | 2021    |
| ▲56 609 | ↘55 200 | ↘54 800 | ↘54 292 | ↘53 730 | ↘53 164 | ↘52 701 | ↘52 009 | ↘51 370 | ↘50 731 |
| 2022    | 2023    |         |         |         |         |         |         |         |         |
| ↘44 814 | ↘43 670 |         |         |         |         |         |         |         |         |

## Населённые пункты
В состав общины входят 1 город (Городенка) и 39 сёл:
- Белка
- Вербовцы
- Виноград
- Воронов
- Глушков
- Городница
- Котиковка
- Лука
- Михальче
- Монастырек
- Незвиско
- Новосёловка
- Окно
- Олиево-Корнев
- Олиево-Королевка
- Островец
- Передиванье
- Поточище
- Прикмище
- Пробабин
- Раковец
- Рашков
- Рогиня
- Росохач
- Семаковцы
- Семёновка
- Серафинцы
- Слободка
- Сороки
- Стрельче
- Топоровцы
- Торговица
- Тышковцы
- Униж
- Хвалибога
- Чернятин
- Чертовец
- Ясенов-Польный
- Якубовка